# Колібрі оазовий
Колі́брі оазовий (Rhodopis vesper) — вид серпокрильцеподібних птахів родини колібрієвих (Trochilidae). Мешкає в Перу і Чилі. Це єдиний представник монотипового роду Оазовий колібрі (Rhodopis).

## Опис

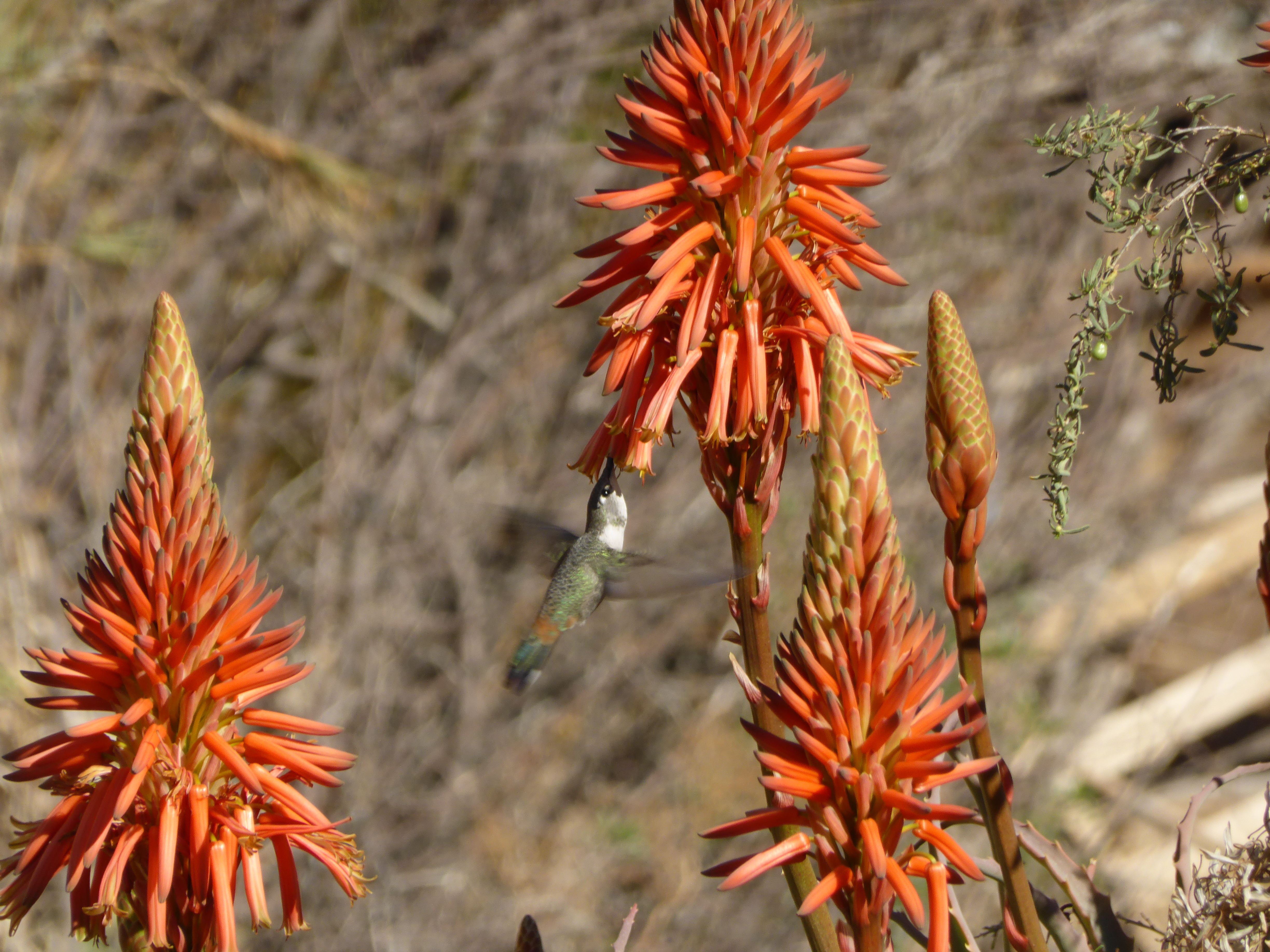
Оазовий колібрі

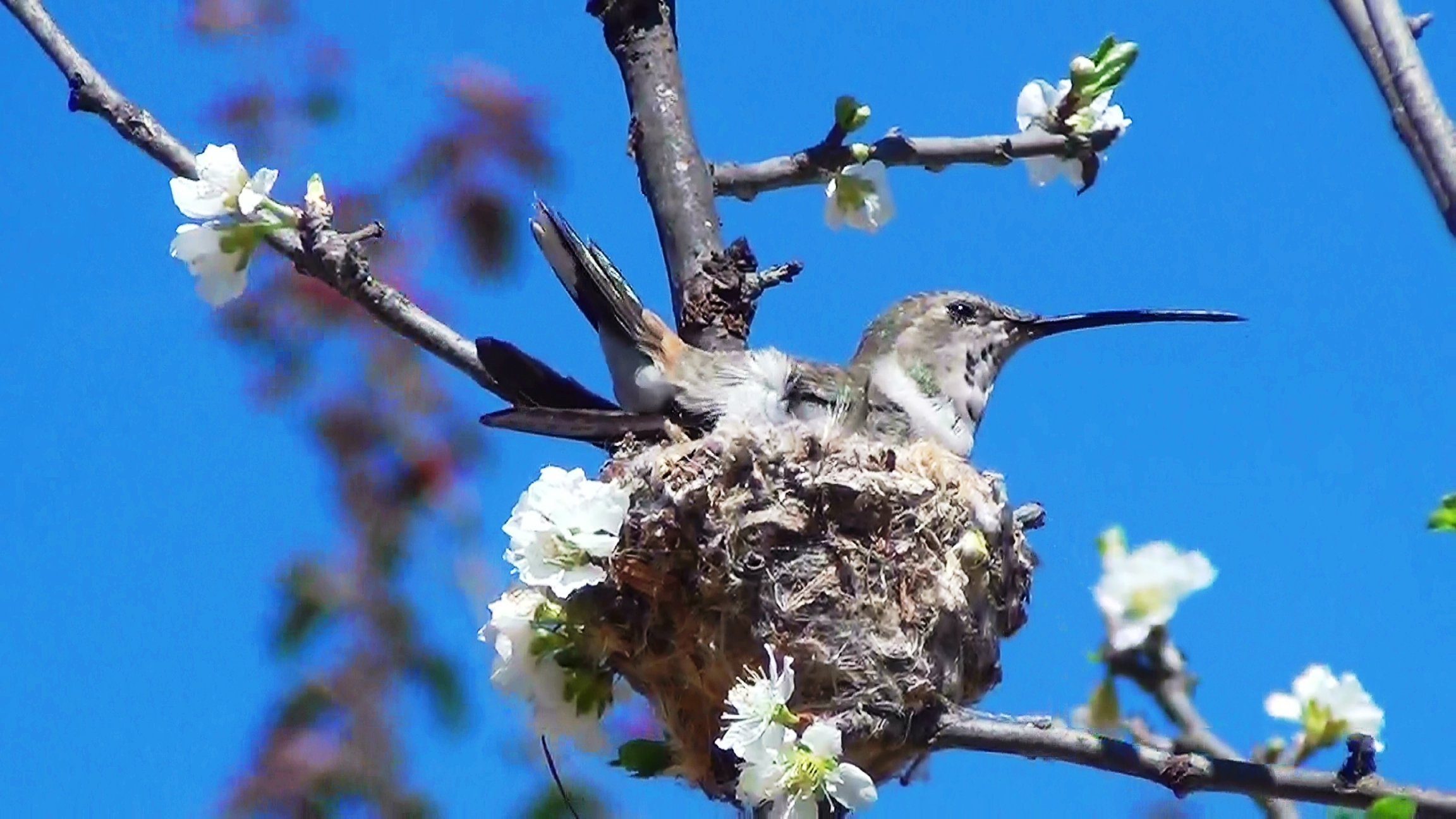
Оазовий колібрі в гнізді

Довжина птаха становить 11-13,5 см, вага 4 г. Верхня частина тіла сірувато-коричнева, спина світло-зелена або золотисто-бронозова, надхвістя рудувато-коричневе. Нижнея частина тіла білувата. У самців горло фіолетове, з боків блідіше, блакитнувате, воно різко контрастує з білими грудьми. Під час негніздового періоду у самців пера на горлі мають коричневі краї. Хвіст роздвоєний, центральні стернові пера сірувато-оливкові, крайні стернові пера чорні, видовжені, тонкі, довжиною 4 см. Дзьоб довгий, чорний, вигнутий, довжиною 33 мм.
У самиць і молодих птахів нижня частина тіла світло-сіра, гузка біла. Хвіст короткий, дещо роздвоєний, бронзово-зелений з чорною смугою на кінці. Кінчики трьох крайніх стернових пер білі. У молодих самців горло дещо плямисте, іноді поцятковане блискучими круглими плямами. Візерунок на хвості у них більш чіткий.
Представники номінативного підвиду мають більші розміри і більш довгий і тонкий дзьоб, ніж у представників двох інших підвидів.

## Підвиди
Виділяють три підвиди:
- R. v. koepckeae Berlioz, 1975 — півострів Ільєскас[es] і пустеля Сечура (регіон П'юра на північному заході Перу);
- R. v. vesper (Lesson, R, 1829) — пустельні прибережні райони на заході Перу (на південь від П'юри) і в Чилі (на південь до Тарапаки);
- R. v. atacamensis (Leybold, 1869) — пустеля Атакама (Чилі).

## Поширення і екологія
Оазові колібрі живуть в сухих чагарникових заростях, на сухих прибережних луках, в оазах у напівпустелях і пустелях, в садах. Зустрічаються на висоті до 3800 м над рівнем моря, в Перу переважно на висоті до 2600 м над рівнем моря. Ареал оазових колібрі поступово розширюється на південь в пустелі Атакама. Вони живляться нектаром, а також комахами. Розмножуються протягом всього року, переважно з серпня по грудень. Самці виконують демонстраційні U-польоти перед самицями, розправивши хвіст і співають, демонструючи яскраве оперення горла. Гнізда оазових колібрі мають чашоподібну форму, робляться з гілочок, рослинних волокон і пір'я, встелюються рослинними волокнами, підвішуються до гілки дерева або чагарника. Вони мають висоту 9 см, ширину 6 см і глибину 2 см. В кладці 2 яйця розмаром 13,8×9,2 мм. Інкубаційний період в неволі триває 16 днів, пташенята покидають гніздо через 27 днів після вилуплення.